# St. Marien (Neuss)

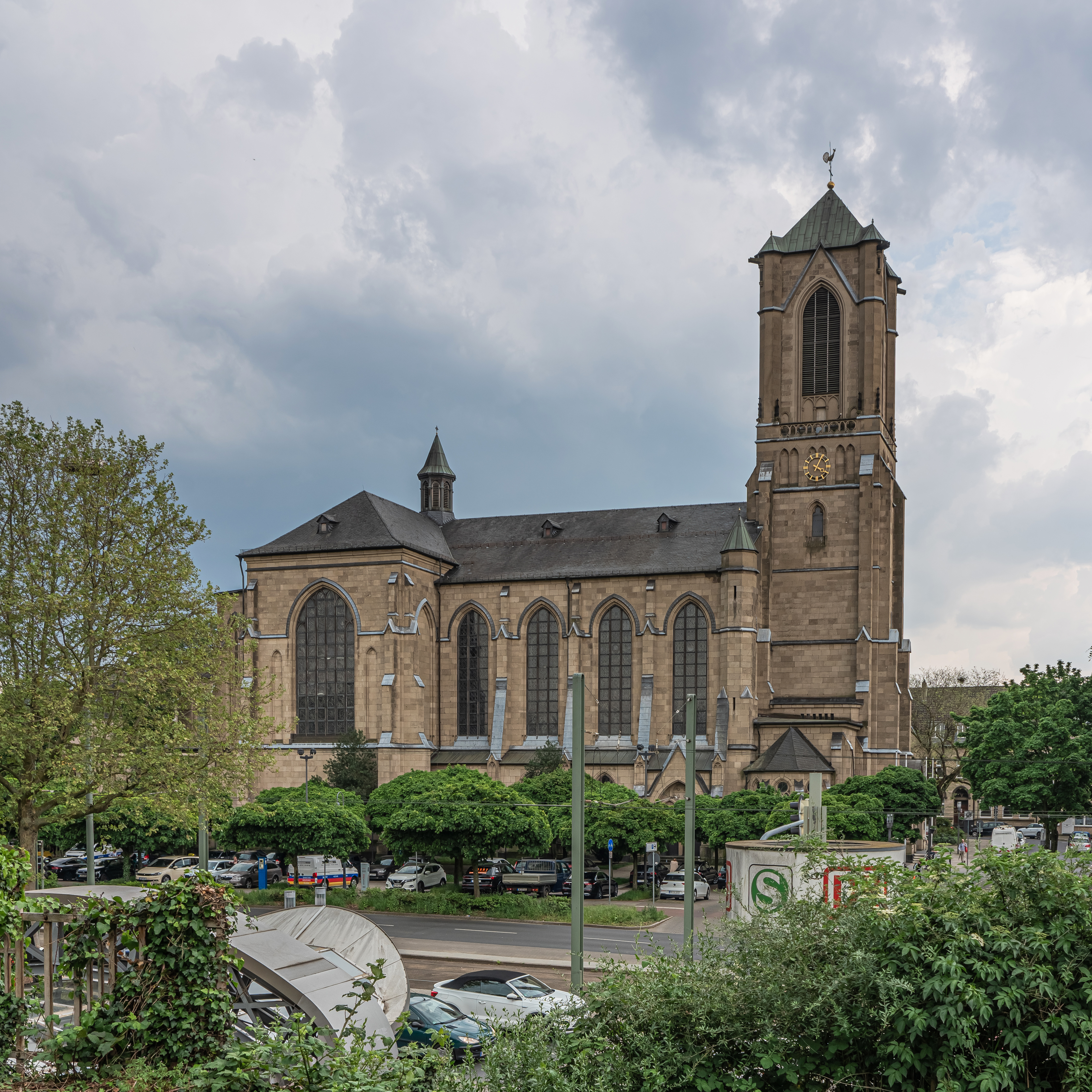
Ansicht aus dem Hauptbahnhof

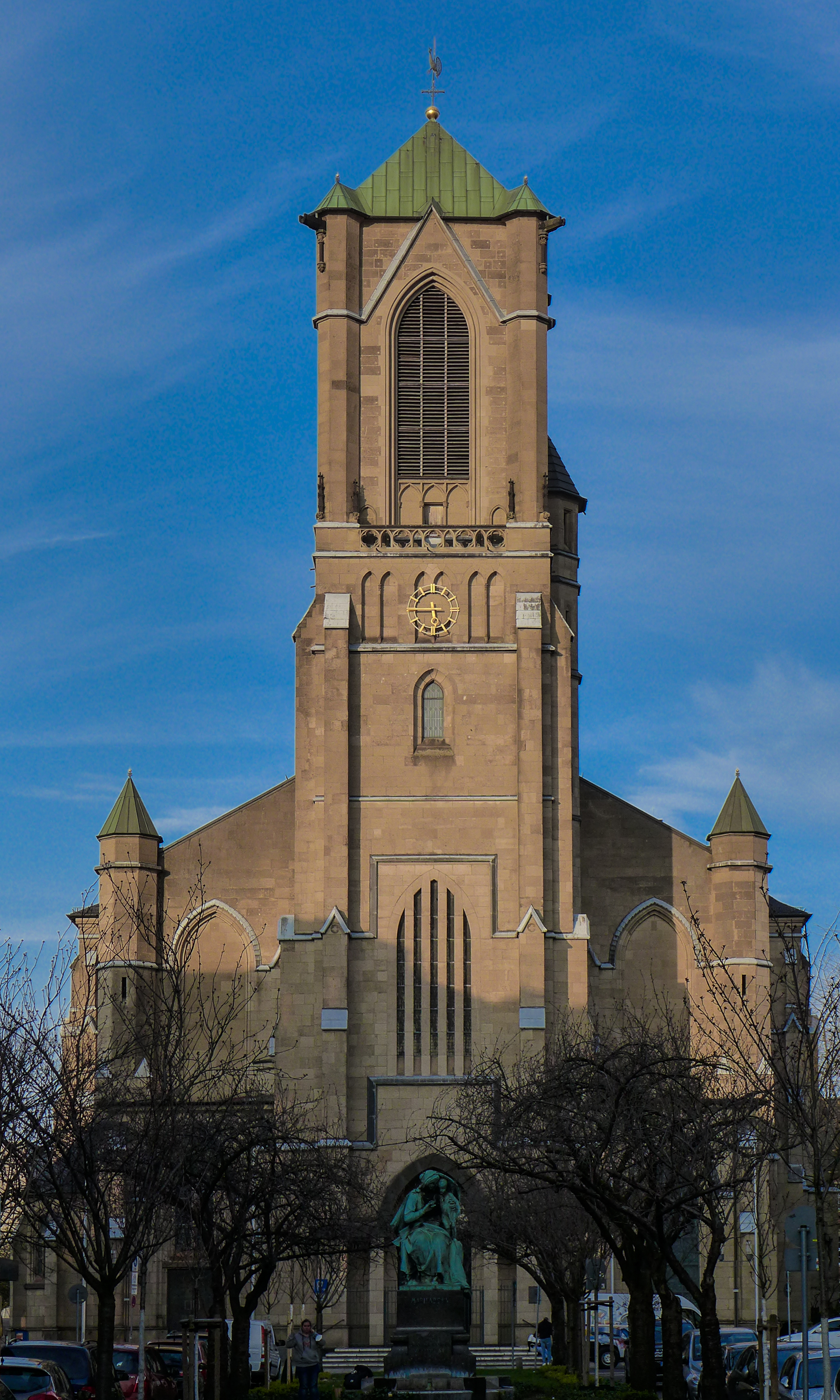
Vorderansicht

St. Marien ist die größte römisch-katholische Kirchengemeinde in Neuss. Die Kirche liegt südlich des Neusser Hauptbahnhofes am Marienkirchplatz. Zur Kirchengemeinde gehören die beiden Filialkirchen St. Kamillus und St. Barbara.

## Geschichte
Die Pfarrei St. Marien wurde 1896 gegründet. 1902 erfolgte die Fertigstellung der Marienkirche, die heute mit den Fenstern von Emil Wachter eines der bedeutendsten Bauwerke der Stadt Neuss ist. Das Kirchengebäude steht ebenso wie das Mariendenkmal Marienborn auf dem Kirchenvorplatz unter Neusser Denkmalschutz.

### Erste Jahre
Bereits Ende der 1880er-Jahre wurde über die Gründung einer zweiten Pfarre in Neuss nachgedacht, da die Quirinuspfarre mit über 20.000 Seelen zu groß geworden war. Erste Schritte wurden nach der Visitation des Erzbischofs Philippus Krementz eingeleitet. Nachdem 1893 ein Grundstück erworben wurde, begannen 1895 Planungen einer vorübergehenden Notkirche. Im folgenden Jahr wurde die Pfarrei St. Marien gegründet, die unter Leitung von Pfarrer Josef Drammer im Jahr 1897 ihre Notkirche bezog, die von Julius Busch entworfen wurde.

### Kirchenbau
1900 wurde der Grundstein für die Pfarrkirche gelegt, ebenfalls nach einem Entwurf des Neusser Regierungsbaumeisters Julius Busch. Am Osterdienstag 1902 wurde die bis auf den Turmhelm fertiggestellte Kirche von Erzbischof Hubertus Simar geweiht. Die Marienkirche sollte in ihrer neugotischen Bauweise einen Gegensatz zur bisher einzigen Kirche in Neuss (St. Quirin) darstellen. Der Kirchturm überragte mit fast 80 m die ganze Stadt und war der höchste Kirchturm in der Region. Auch das Fassungsvermögen von 3.000 Personen war ein Alleinstellungsmerkmal.
1906 wurde auf dem neu gestalteten Kirchenvorplatz das Marienborn Denkmal eingeweiht. Die Gemeinde, der mittlerweile über 10.000 Menschen angehörten, wuchs in den folgenden Jahrzehnten und errichtete 1907 ein neues Pfarrheim, das „Marienhaus“, welches zu Teilen aus der ehemaligen Notkirche besteht. In ihrer Hochzeit gehörten der Gemeinde über 13.000 Mitglieder an.
1936 wurde die Marienkirche an einigen Stellen umgebaut. Die nördliche Turmkapelle wurde zu einer Taufkapelle umgestaltet und der gesamte Altarbereich höher gelegt, da der bisherige Altarraum nur um drei Stufen erhöht war und viele Gemeindemitglieder in gut besuchten Messen den Priester nicht sehen konnten. Gleichzeitig wurde auch eine Krypta unter dem erhöhten Altar angelegt. Zum Weihnachtsfest war diese Umbaumaßnahme abgeschlossen.

### Zweiter Weltkrieg
Im Jahr 1942 wurde bei zwei Bombenangriffen der Innenraum der Kirche stark beschädigt. Deswegen feierte die Gemeinde ab diesem Tag ihre Gottesdienste im Saal des „Marienhauses“, was sich jedoch als schwierig erwies, da die NSDAP diesen Saal für ihre parteipolitischen Veranstaltungen nutzen wollte. Am 23. April 1944 wurde die Marienkirche noch weiter beschädigt. Eine Brandbombe traf den Turmhelm, der daraufhin vollständig ausbrannte. Seine Reste stürzten auf das Mittelschiff, so dass dessen Dachstuhl ebenfalls den Flammen zum Opfer fiel. So standen nach dem Zweiten Weltkrieg nur noch die Außenmauern des Gebäudes. Neben den großen Schäden an der Kirche wurden auch alle Gewänder und das gesamte Pfarrarchiv zerstört.

### Nachkriegsjahre
Nach dem Krieg gelang es dank Spenden und vieler freiwilliger Helfer, zwischen 1947 und 1950 die Kirche wieder aufzubauen. Allerdings mussten die Dächer, besonders das Dach des Kirchturmes, die Decken im Inneren und der Chorraum wesentlich schlichter und einfacher gestaltet werden. Der Wiederaufbau wurde vom Kölner Dombaumeister Willy Weyres geleitet. Im Rahmen des Wiederaufbaus entwickelte er den gotischen Kirchenbau weiter und gab ihm basilikaähnliche Züge. Dazu verlegte er den Altarraum vom Chorraum unter die Vierung und reduzierte die Höhe des Chorraumes um die Hälfte. Darüber hinaus reduzierte er die Anzahl der Fenster. Die Ausstattung der Kirche war 1950 noch sehr dürftig, da fast alle wertvollen Ausstattungsgegenstände zerstört waren. In den folgenden Jahren wurden immer mehr Kunstwerke angeschafft und der Kirchenraum weiterentwickelt. Die Chorfenster von Walter Benner (1953), eine vierte Glocke (1958), der Einbau einer Klais-Orgel (1958) und das Freskogemälde an den Chorarkaden von Peter Hecker (1959) seien nur beispielhaft genannt.

### 1960er-Jahre bis Ende des 20. Jahrhunderts
In den 1970er-Jahren wurde das neue „Marienhaus“ eröffnet, in dem eine sozialpädagogische Schule untergebracht ist.
1976 wurden die Seitennischen von Paul Weigmann neu verglast und die Kirche bekam durch den Kirchenmaler Dorn ihre heutige Ausmalung. Später wurden in zwei weiteren Etappen (1985/1992) die übrigen Fenster von Emil Wachter verglast. 1981 wurde der Altarraum und der Boden ein letztes Mal umgestaltet und erhielt seine jetzige Form. Der Glockenturm bekam eine fünfte Glocke und über der Vierung wurde die Sterbeglocke installiert. Im Jahr 1996 feierte die Pfarrgemeinde St. Marien ihr 100-jähriges Jubiläum. 1997 ging der Kamillianerorden, der bisher im Pfarrgebiet ansässig war. Dadurch wurde die Klosterkirche St. Kamillus zur ersten Filialkirche der Pfarre.

### Seit 2000

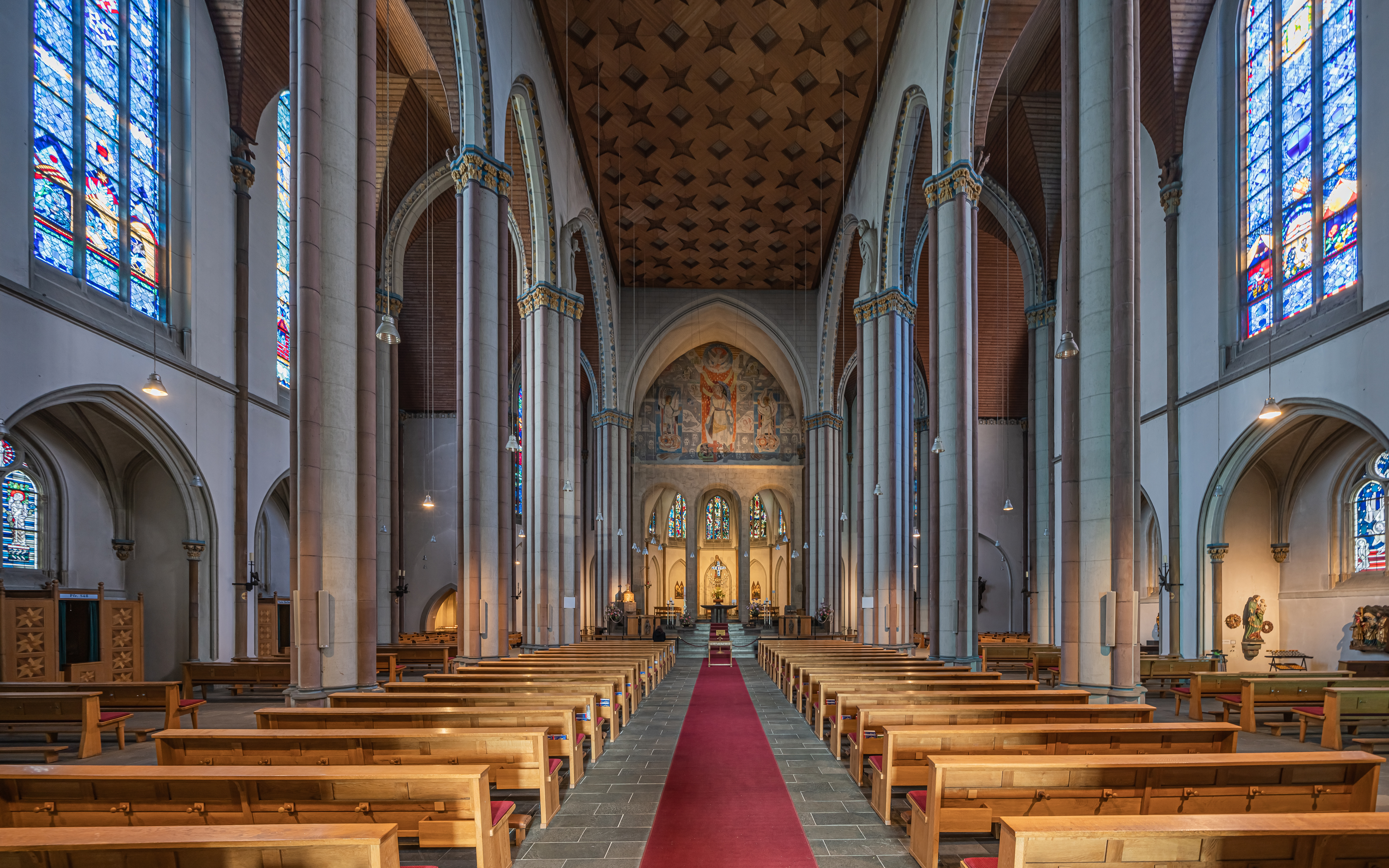
Heutige Innenansicht der Marienkirche

2002 wurde der 100. Jahrestag der Konsekration der Kirche begangen. Im selben Jahr wurde bereits zum wiederholten Mal eine Diakonenweihe des Erzbistums Köln in St. Marien gefeiert. Mit Beginn des Jahres 2004 wurde die Pfarre St. Barbara in die Gemeinde St. Marien eingegliedert. Seitdem zählen zur Gemeinde etwa 8.000 Katholiken, womit St. Marien die größte Gemeinde in Neuss ist. Sie gehörte zum Dekanat Neuss-Nord / Stadtdekanat Neuss. Zum 1. Januar 2008 wurde die Kirchengemeinde St. Marien mit den Gemeinden St. Quirin, Hl. Dreikönige und St. Pius X. zum Seelsorgebereich „Neuss-Innenstadt“ zusammengelegt. Später wurde sie dem neuen Dekanat Neuss/Kaarst im Kreisdekanat Rhein-Kreis Neuss zugeordnet. Seit 2010 präsentieren sich die vier Kirchengemeinden gemeinsam als Pfarreiengemeinschaft „Neuss-Mitte“ und bieten einige Veranstaltungen gemeinsam an (z. B. eine Messe im RennbahnPark, Kinderbibeltag). Einen gemeinsamen Pfarrgemeinderat gibt es seit November 2009.
Folgende prominente Geistliche stammen aus der Gemeinde St. Marien oder waren bereits dort tätig:
- Klaus Jansen († 2008), Abt des Zisterzienserklosters Engelszell in Oberösterreich
- Walter Jansen († 2004), Weihbischof des Erzbistums Köln
- Rainer Maria Woelki, Erzbischof des Erzbistums Köln
- Dominik Schwaderlapp, Weihbischof des Erzbistums Köln[6]
- Guido Assmann, seit September 2020 Dompropst in Köln

## Ausstattung

### Fenster
Drei verschiedene Künstler haben die Fenster entworfen. Walter Benner begann 1953 mit der Verglasung der wiederaufgebauten Marienkirche. Er schuf sieben Chorfenster für den Hochchor und die Marienkapelle. 1975 wurden sieben weitere Fenster durch Paul Weigmann farbig verglast. Diese befinden sich in den Seitenschiffnischen auf Erdgeschosshöhe. Zwischen 1985 und 1992 wurde durch 21 Fenster des Künstlers Emil Wachter die Neuverglasung abgeschlossen. Wachters Fenster im Querschiff der Kirche stellen im Norden die Schöpfungsgeschichte und im Süden die Apokalypse dar.

### Werke von Hein Minkenberg (Auswahl)

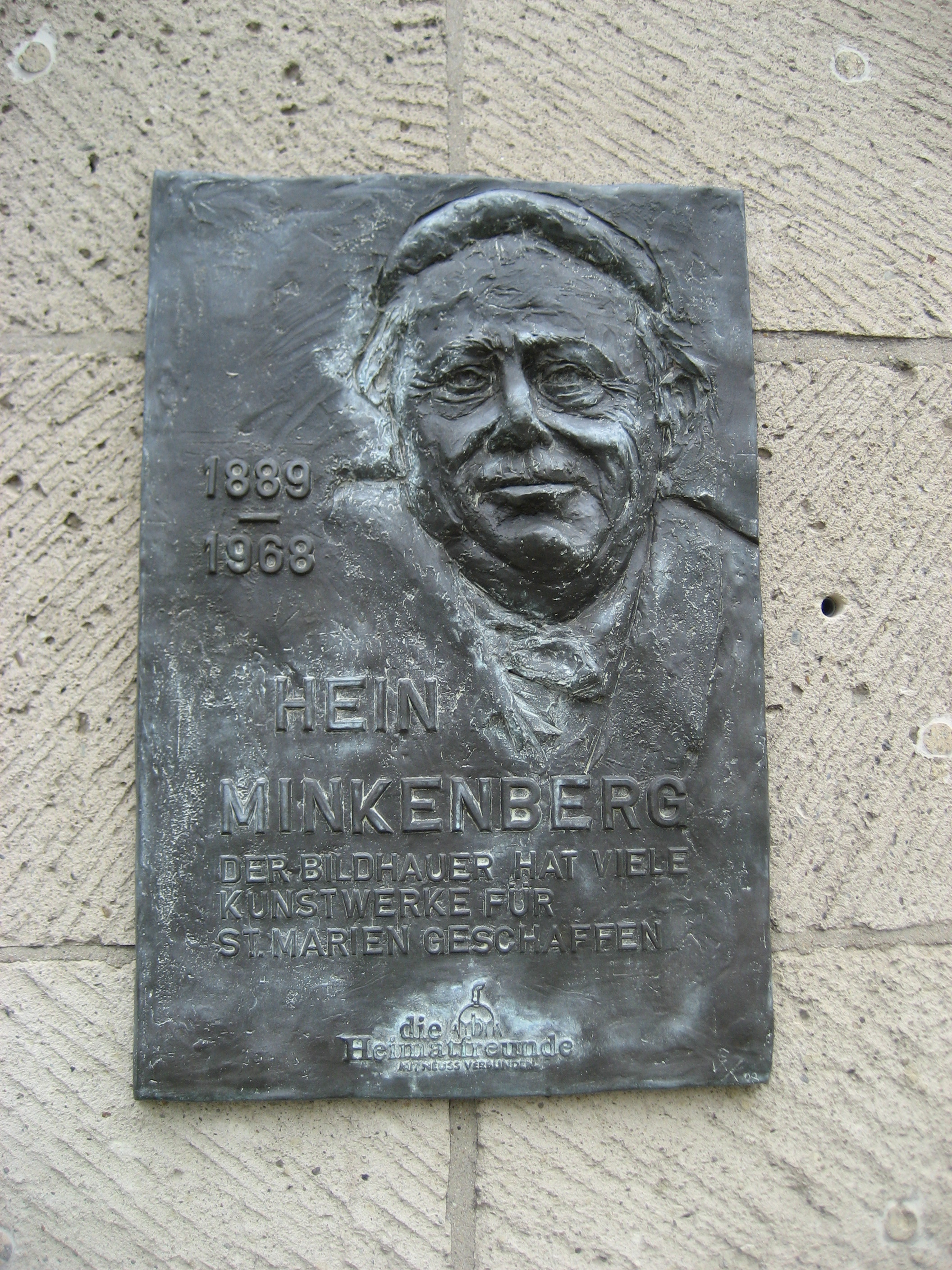
Tafel des Neusser Heimatvereins am Eingang der Kirche für den verstorbenen Künstler Hein Minkenberg

Hein Minkenberg schuf sowohl vor als auch nach dem Zweiten Weltkrieg eine Vielzahl von Kunstwerken für St. Marien.
| Abbildung | Name des Kunstwerks       | Jahr      | Standort vor dem Krieg                      | Standort nach dem Krieg                                              | Bemerkung                                                                                |
| --------- | ------------------------- | --------- | ------------------------------------------- | -------------------------------------------------------------------- | ---------------------------------------------------------------------------------------- |
|           | Pietà                     | 1924      | Auf dem Altar der Kriegergedächtniskapelle  | Pietàkapelle (nördliche Turmhalle)                                   | Wurde aus den Trümmern der durch den Krieg zerstörten Kapelle fast unbeschädigt geborgen |
|           | Kreuztragender Christus   | 1928      | Eingangspforte der Kriegergedächtniskapelle | Eingelassen in die Westwand des Mittelschiffes                       | rötliches Sandsteinrelief, 1987 restauriert                                              |
|           | Taufstein                 | 1939      | alte Taufkapelle                            | neue Taufkapelle nördlich des heutigen Altarbereichs                 |                                                                                          |
|           | Tabernakel                | 1958      | -                                           | Auf einer Stele vor dem nordöstlichen Vierungspfeiler                |                                                                                          |
|           | Kreuzweg                  | 1951      | -                                           | Nördliche Turmhalle                                                  | Steinrelief                                                                              |
|           | Altar                     | 1936/1937 |                                             | Seit 2008 unter den Chorarkaden zwischen Altarraum und Marienkapelle | mit den vier Evangelistensymbolen als Stütze                                             |
|           | Hl. Petrus und Hl. Paulus | 1960      | -                                           | Auf dem südwestlichen und dem nordwestlichen Vierungspfeiler         |                                                                                          |
|           | Maria Goretti-Reliquiar   | 1958      | -                                           | Krypta                                                               |                                                                                          |

## Orgel

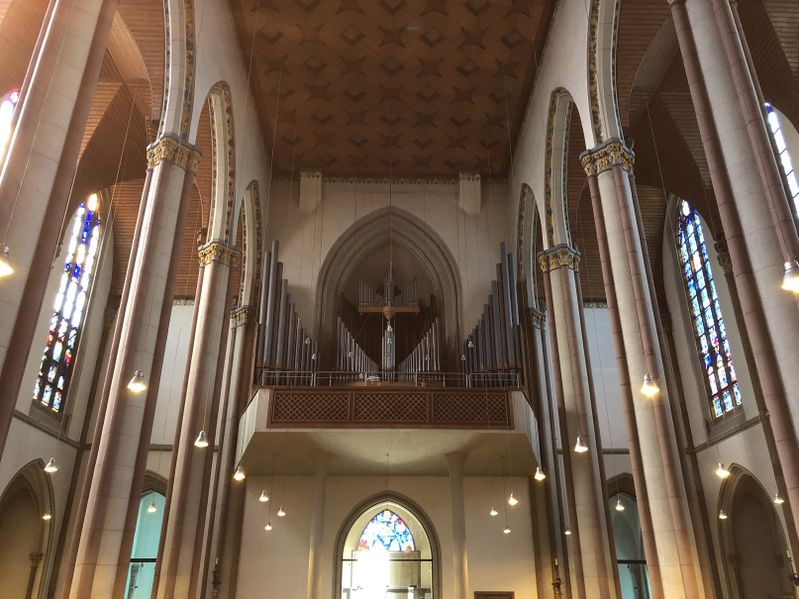
Prospekt der Klaisorgel.

Die große Orgel wurde 1955 von der Orgelbaufirma Johannes Klais (Bonn) erbaut und in den Jahren 2007–2008 erweitert. Das Instrument hat heute 47 Register auf drei Manualen und Pedal.
| I Hauptwerk C–g3      |        |
| Gedacktpommer         | 16′    |
| Principal             | 08′    |
| Offenflöte            | 08′    |
| Gemshorn              | 08′    |
| Octav                 | 04′    |
| Rohrflöte             | 04′    |
| Nasat                 | 02 ⁄3′ |
| Rauschpfeife II-III 0 |        |
| Mixtur V-VI           |        |
| Trompete              | 16′    |
| Trompete              | 08′    |

| II Oberwerk C–g3  |       |
| Rohrflöte         | 8′    |
| Quintadena        | 8′    |
| Weidenpfeife      | 8′    |
| Praestant         | 4′    |
| Blockflöte        | 4′    |
| Principal         | 2′    |
| Sifflöte          | 1 ⁄3′ |
| Sesquialtera II 0 | 2 ⁄3′ |
| Scharff IV-V      |       |
| Krummhorn         | 8′    |
| Kopftrompete      | 4′    |

| III Schwellwerk C–g3 |     |
| Holzprincipal        | 08′ |
| Vox coelestis II     | 08′ |
| Bordun               | 08′ |
| Principal            | 04′ |
| Querflöte            | 04′ |
| Schwegel             | 02′ |
| Mixtur V             |     |
| Septimencymbel III 0 |     |
| Dulcian              | 16′ |
| Trompete             | 08′ |
| Schalmeyoboe         | 08′ |
| Zink                 | 04′ |
| Tremulant            |     |

| Pedalwerk C–f1    |     |
| Untersatz *       | 32′ |
| Principalbass     | 16′ |
| Subbass           | 16′ |
| Zartbass          | 16′ |
| Octavbass         | 08′ |
| Gedacktbass       | 08′ |
| Choralbass        | 04′ |
| Nachthorn         | 02′ |
| Hintersatz VI     |     |
| Posaune           | 16′ |
| Basstrompete      | 08′ |
| Singend Cornett 0 | 02′ |

- Koppeln: II/I, III/I, III/II, I/P, II/P, III/P.
- Spielhilfen: Handregister, zwei freie Kombinationen, Handregister an Freie Kombination I und II, Pedalkombination, Einzelabsteller für die Zungenregister und den Untersatz 32', Walze an, Crescendo-Walze, 4.000-fache elektronische Setzeranlage mit Midirecorder und Sequenzer, Tutti; freie Kombination II werkweise teilbar (über Pistons abrufbar).
- Anmerkung:

## Glocken
Alle Glocken des aktuellen Nachkriegsgeläuts wurden von Petit & Gebr. Edelbrock gegossen. Das gesamte Vorkriegsgeläut wurde zu Rüstungszwecken während des Zweiten Weltkrieges eingeschmolzen. In Erinnerung an die Kriegsschäden erhielt die Gloriosa-Glocke den Namen der größten Glocke des Vorkriegsgeläuts. Nach mehreren Neuanschaffungen nach dem Zweiten Weltkrieg umfasst das Geläut heute sechs Glocken, wovon fünf im Kirchturm sind, während die Sterbe-Glocke in einem kleinen Turm über dem Altarraum angebracht ist.
| Nr. | Name                | Gussjahr | Gießer           | Masse (kg) | Ø (cm) | Nominal | Inschrift |
| 1.  | Regina pacis-Glocke | 1958     | Hans Hüesker     | 4.000      | 182,5  | b0 –6   | PACIS REGINA AD NOS INCLINA MITE COR TUUM. PACEM DA GENTI AD TE GEMENTI FAUSTUMQUE EXITUM                           |
| 2.  | Immaculata-Glocke   | 1950     | Hans Hüesker     | 2.100      | 151,7  | des1 –6 | MULTUM SAEPE CANAM MATREM PLENE IMMACULATAM NULLA ANIMI LABES, CORPORIS NULLA TABE.                                 |
| 3.  | Joseph-Glocke       | 1950     | Hans Hüesker     | 1.450      | 134,2  | es1 –6  | BEATE JOSEPH, SANCTAE FAMILIAE CUSTOS SERVA FIDEM FAMILIAE CONFIDENTIS IN TE.                                       |
| 4.  | Petrus-Glocke       | 1950     | Hans Hüesker     | 950        | 119    | f1 –7   | SANCTE PETRE, MARTYR ET APOSTOLE unten GUBERNA NOS ET IMPETRA ROBUR ET CONSTANTIAM.                                 |
| 5.  | Gloriosa-Glocke     | 1985     | Florence Hüesker | 584        | 98     | as1 –5  | HOCH IN DEN HIMMEL ERHOBEN ALS GLORREICHE NUN WIR DICH LOBEN! SEI IN GEFAHREN UND LEID, STETS UNS ZU HELFEN BEREIT. |
| 6.  | Sterbe-Glocke       | 1985     | Florence Hüesker | 57         | 44,8   | b2 –6   | HERR GIB IHNEN DIE EWIGE RUHE UND DAS EWIGE LICHT LEUCHTE IHNEN.                                                    |

Geläutemotiv: Ad te levavi animam meam: „Zu dir erhebe ich meine Seele“, Ps 25,1 

## Pfarrer
- Msgr. Josef Drammer, 1896–1898
- Prälat Jakob Knott, 1899–1911
- Msgr. Karl Brucherseifer, 1911–1933
- Prälat Adolf Colling, 1933–1967
- Msgr. Gabriel Zander, 1968–1989
- Msgr. Wilfried Korfmacher, 1989–2009, seitdem Pfarrvikar
- Msgr. Guido Assmann, 2009–2020
- Andreas Süß seit 2021

## Nutzung
St. Marien wird in erster Linie als Pfarrkirche von der örtlichen Gemeinde für Taufen, Firmungen, Hochzeiten, Heilige Messen und weiteren gottesdienstlichen Feiern genutzt. Mehrfach fand im Kirchengebäude bereits die Diakonenweihe des Erzbistums Köln statt (u. a. 2002, 2014). Die Kreuzschule und das Gymnasium Marienberg feiern dort ihr Schulmessen, ebenso ist dort die kroatische und portugiesische Gemeinde Düsseldorf beheimatet. Zusätzlich wird die Kirche regelmäßig als Veranstaltungsort für Konzerte genutzt.

## Bildergalerie

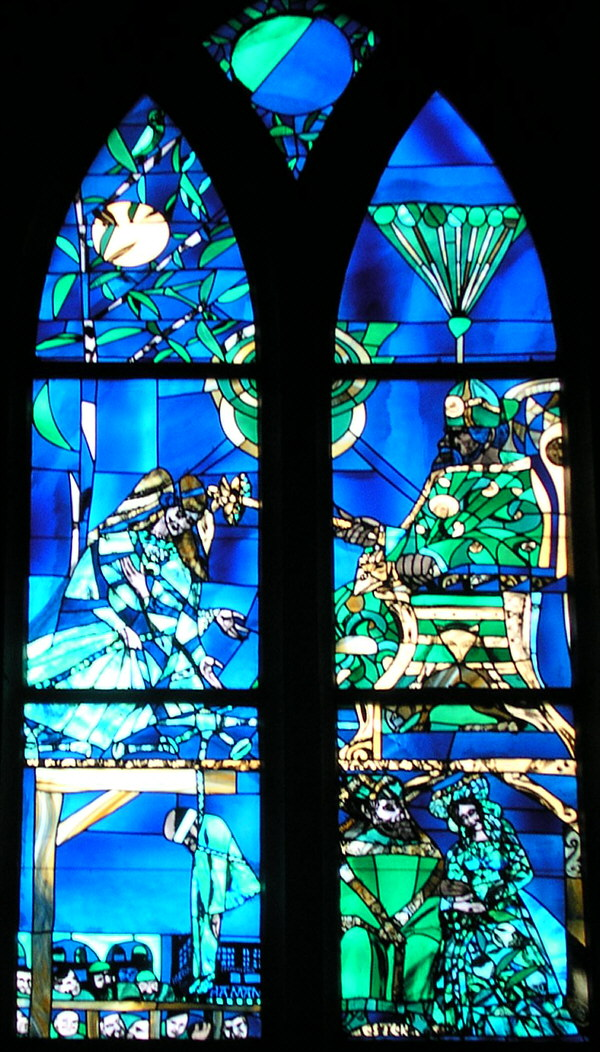
Kapellenfenster
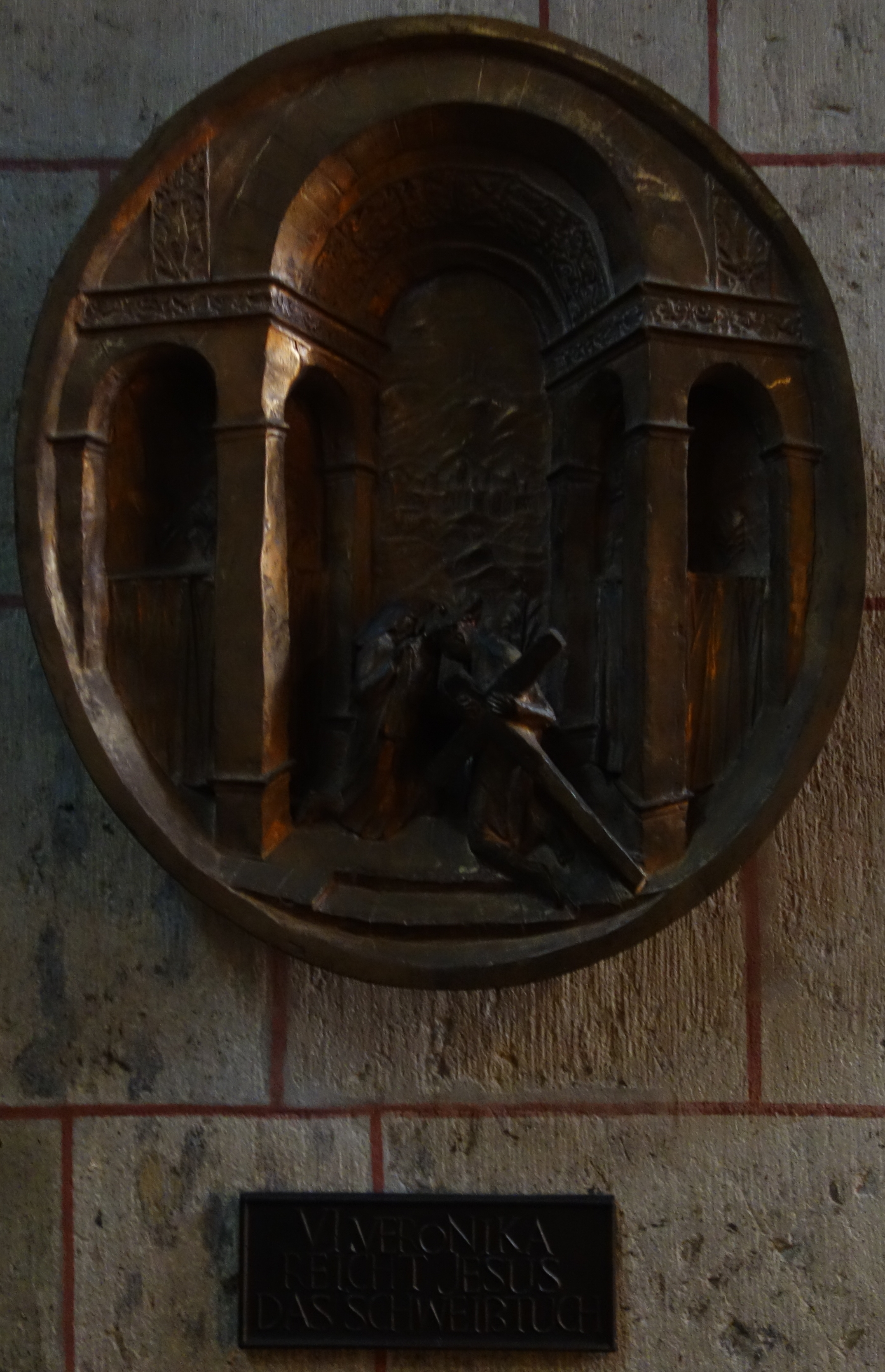
Kreuzwegstation (VI)
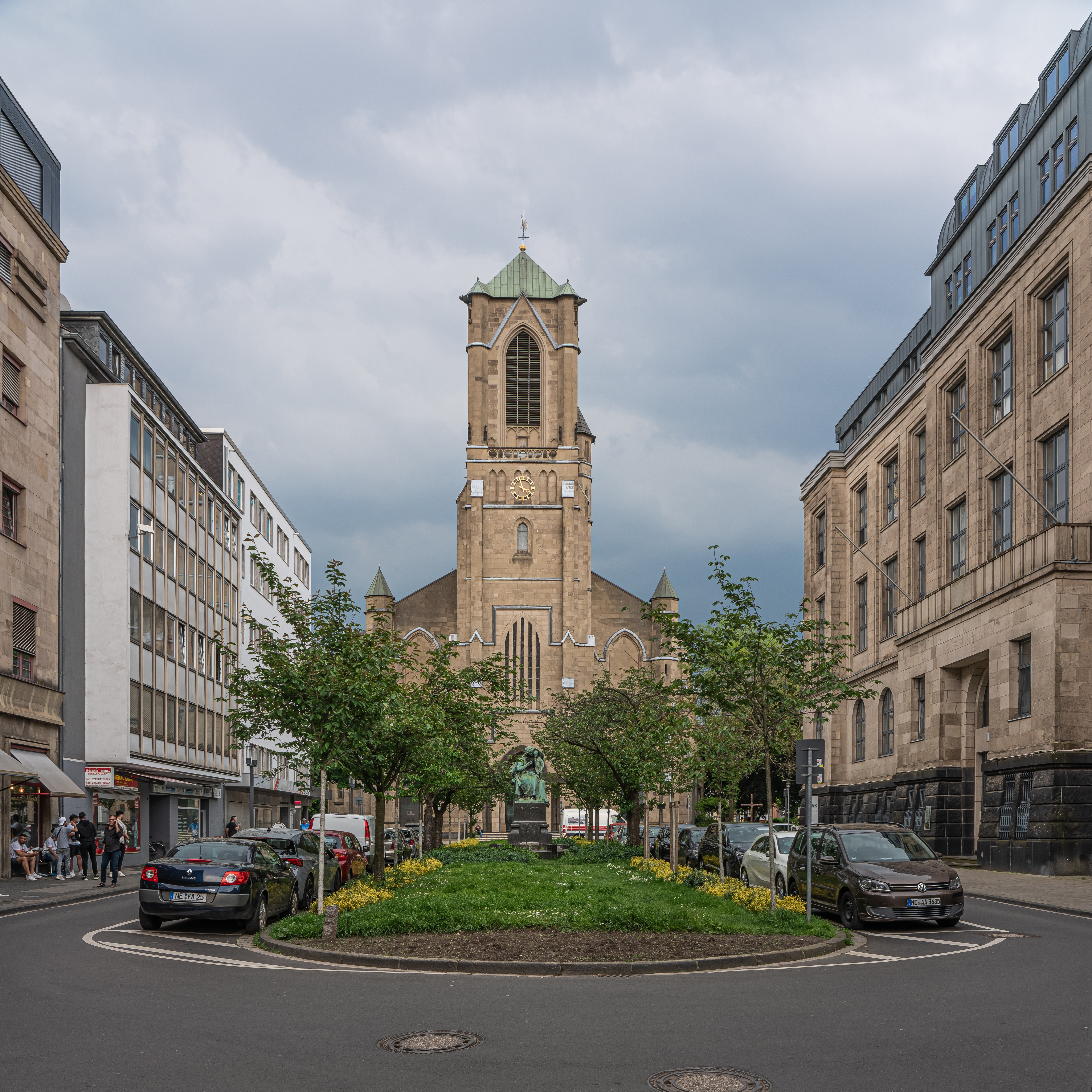
Marienkirchplatz und Marienkirche
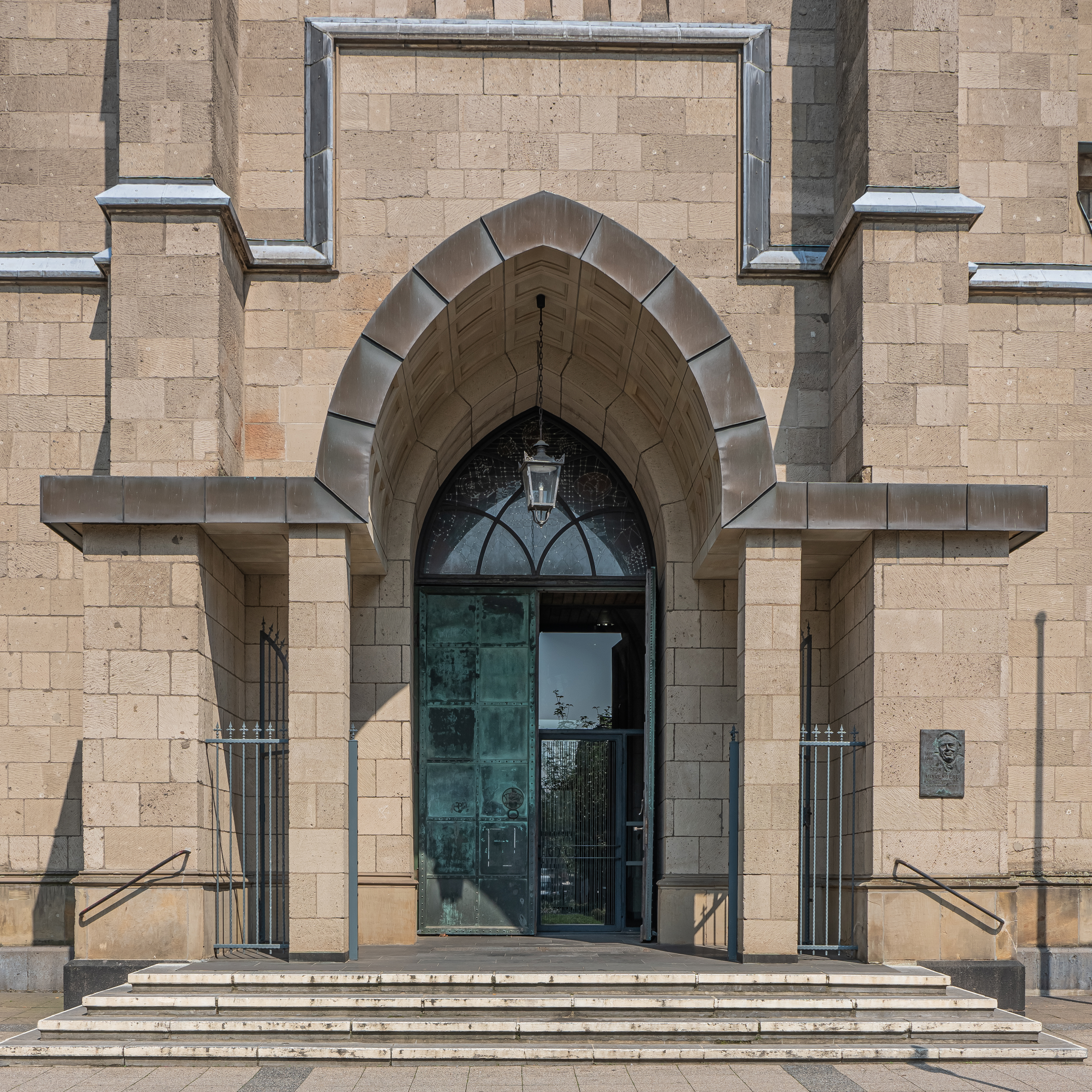
Eingangsportal